# Невшехирли Ибрагим-паша
Невшехирли Дамад Ибрагим-паша (осман. نوشهرلى داماد ابراهيم باشا‎, около 1666 — 16 октября 1730) — государственный деятель и великий визирь Османской империи (1718—1730).

## Биография
Родился в деревне Мушкара (которая позднее превратилась в город Невшехир). Его отцом был наместник Зейтуна. В 1689 году Ибрагим с помощью родственников переселился в Стамбул, где поступил на службу в султанский дворец (в корпус кондитеров). Позднее он занимал должность писаря при корпусе балтаджи, затем его отправили в Эдирне, где тогда находился султан Мустафа II со своим двором. Здесь Ибрагим смог добиться расположения наследника престола Ахмеда.
В 1703 году после вступления на султанский престол Ахмеда III Ибрагим-паша вместе с султанским двором переехал в Стамбул, где стал занимать высокие государственные должности. В 1709 году в результате дворцовых интриг Ибрагим-паша был сослан в Эдирне, а его имущество конфисковано. Вскоре великий визирь Дамад Али-паша, расположением которого пользовался Ибрагим, вернул его в столицу и назначил в канцелярию финансового ведомства, которая занималась сбором налогов с населения для обеспечения постоя и снабжения османской армии.
С 1716 года Невшехерли Ибрагим стал фаворитом султана Ахмеда III, который оставил его при себе. Уже в октябре того же года Ибрагим стал каймакамом великого визиря и получил титул паши. В 1717 году Ибрагим-паша женился на 14-летней принцессе Фатьме Султан, старшей дочери султана Ахмеда III и получил звание «Дамад» (то есть «зять султана»). В мае 1718 года Ибрагим-паша, обладая неограниченным доверием султана, был назначен новым великим визирем Османской империи. Члены семейства Дамада Ибрагима Невшехерли обладали значительным влиянием, так как должности в султанском совете были монополизированы его родственниками. Один зять Дамад Ибрагима стал его заместителем на посту великого визиря, а другой был назначен главным адмиралом (капудан-пашой). Его родственники были женаты на трёх османских принцессах, дочерях султана Ахмеда III.

## Эпоха тюльпанов
С XVIII века в Османской империи процветала европейская мода. Султан и его вельможи соперничали в придумывании увеселений, устройстве празднеств и пиров, строительстве дворцов и парков. В окрестностях Стамбула, на берегах небольшой речки, известной у европейцев под названием «Сладкие воды Европы», были сооружены роскошный султанский дворец Саад-абад и около 200 кёшков («киоски», небольшие дворцы) придворной знати. Турецкие сановники особенно изощрялись в разведении тюльпанов, украшая ими свои сады и парки. Увлечение тюльпанами проявилось и в архитектуре, и в живописи. Возник особый «стиль тюльпанов». Это вошло в турецкую историю под названием «периода тюльпанов» («ляле деври»).
В первые годы Ибрагим-паша пытался навести порядок в государственной казне — прежде всего за счёт сокращения расходов. Правительство смогло выдать просроченное жалованье пограничным гарнизонам и произвело платежи по другим государственным долгам. Благодаря пополнению казны, Ибрагим-паша построил множество мечетей, начальных школ, медресе, чешме, себилей, библиотек и дворцов. Эти положительные мероприятия не привели к уменьшению налогового обложения податного населения (райя), прежде всего крестьян. Налоговый гнёт был настолько тяжёл, что многие крестьяне покидали обрабатываемую землю, будучи не в состоянии уплатить налоги, и бежали в города, где прожить было легче. 
Правительство выпускало указы о запрещении крестьянам переселяться в Стамбул и другие города и взыскивало с оставшихся на местах крестьян и за тех, кто ушёл в город. В 1722 году был выпущен султанский указ, который призван был улучшить положение крестьян: в нём содержалось запрещение притеснять реайю. Однако эти указы не действовали на местах. В феврале 1724 года из-за возможной войны с Россией и Персией был введён дополнительный военный налог, который ещё более ухудшил положение крестьян и ремесленников. Он был отменён только в 1727 году после подписания Хамаданского мирного договора с Ираном.
Правительство Ибрагим-паши неоднократно пыталось наладить выпуск денег. Основная денежная единица — акче — подвергалась порче, что способствовало обесцениванию денег и росту цен. В 1719 году был выпущен указ, который определял денежный курс, и призвало приступить к выпуску новой, неиспорченной серебряной монеты. Однако население не хотело продавать серебро на монетный двор по низким ценам, и металл поступал только от скупщиков и литейщиков. Положение становилось настолько серьёзным, что правительство создало совет из старост эснафов (объединений ремесленников) и чиновников монетного двора. Совет высказался за продолжение эмиссии новых денег, но указал на необходимость поднять цену серебра до рыночной, чтобы обеспечить монетному двору достаточный приток серебра. Однако денежная проблема окончательно не была решена: некачественная монета выпускалась в Каирском монетном дворе.
У Ибрагима-паши были напряжённые отношения со стамбульскими ремесленниками. Великий визирь решил обложить всех ремесленников новыми налогами, что вызвало недовольство столичных эснафов. Эснафы не хотели платить эти налоги, подавали жалобы и добились уступок от правительства. Однако в целом Ибрагим-паша продолжал политику повышения налогов вплоть до 1730 года.
Дамад Ибрагим-паша имел планы реорганизации янычарского войска. Численность янычар к времени его правления сильно разрослась, а различные злоупотребления с их стороны умножались. Сильная оппозиция по отношению к Ибрагим-паше существовала среди улемов, которые, как известно, были тесно связаны с янычарами, те и другие были кровно заинтересованы в консервации существующих порядков. Русский резидент в Стамбуле И. И. Неплюев писал в июле 1730 года о «неприятелях духовного чина», существование которых заставляет великого визиря «не без страха дни свои препровождать». Сообщая в Петербург о восстании Патрона Халиля, русский посланник сделал вывод, что Ибрагим-паша хотя, «будучи визирем 12 лет, во все чины государственного правления употребил своих креатур», но «между духовных» не имел успеха.

## Восстание Патрона Халила
В 1723 году османский султан Ахмед III, воспользовавшись распадом государства Сефевидов, начал войну с Персией. Турецкие войска захватили Восточную Грузию, Восточную Армению, Азербайджан и Западный Иран. В 1726 году турки-османы предприняли наступление на Восточный Иран, на Исфахан, но были остановлены афганским правителем Ирана — Мир Ашрафом. В октябре 1727 году в Хамадане был заключён мирный договор между Османской империей и Ираном. Порта сохраняли за собой Азербайджан, Курдистан, Хузистан и Западный Иран. Мир Ашраф-шах признал османского султана халифом всех мусульман. Султан Ахмед III признал Мир Ашрафа правителем Ирана, но в вассальной зависимости от Порты.
В 1730 году крупный полководец и фактический правитель Ирана Надир-шах, отказавшийся признать условия Хамаданского договора, начал военные действия против Османской империи. Турки-османы были изгнаны из Западного Ирана и Южного Азербайджана.
Летом 1730 году великий визирь Невшехирли Дамад Ибрагим-паша убедил султана Ахмеда III возглавить османскую армию во время иранской кампании. Армия была собрана в Ускюдаре, на азиатском берегу Босфора. В августе султан и великий визирь прибыли в Ускюдар, где провели смотр собранной армии. Однако султан Ахмед III не спешил возглавить турецкие войска в походе на Иран. Султан и великий визирь уехали из Ускюдара в свои дворцы на берегу Босфора. Янычары, улемы, торговцы и ремесленники были недовольны политикой великого визиря. 8 сентября султан объявил, что назначает великого визиря Невшехирли Ибрагима-пашу главнокомандующим армии в иранской кампании.
28 сентября 1730 года в Стамбуле вспыхнуло восстание. Среди его руководителей были и янычары, и ремесленники, и представители мусульманского духовенства. Наиболее видную роль играл выходец из народных низов, бывший мелкий торговец, позднее матрос и янычар Патрон Халил, по происхождению албанец, своей отвагой и бескорыстием приобретший славу и популярность в народных массах. Восставшие разгромили дворцы придворной знати и потребовали от султана выдачи им великого визира и ещё четырёх высших сановников. Султан Ахмед III, надеясь спасти свой трон, отдал приказ казнить Ибрагима-пашу и двух его зятьёв и выдал их тела повстанцам. На следующий день Ахмеду III по требованию восставших пришлось отречься от престола в пользу своего племянника Махмуда I (1730—1754).

## Образы в кино
- «Однажды в Османской империи: Смута» (2012) — актёр Хазим Кормуксу.